# 罗宾·乔治·柯林武德
罗宾·乔治·柯林武德（英語：Robin George Collingwood，1889年2月22日—1943年1月9日）英国哲学家、历史学家、考古学家，以哲学著作以及死后发表的《历史的观念》（1943年）而知名。名言“一切历史都是思想史。”

## 生平
1889年2月22日，科林伍德生於蘭開夏的卡特梅尔的沙地农庄。他的父親威廉·科林伍德是艺术家和考古学家，還是約翰·拉斯金的私人秘書。科林伍德的母亲伊迪絲·瑪麗·科林伍德也是一位艺术家和钢琴家。
直到十三歲他都在家裡接受教育，父親教他古典學還有拉丁語和希臘語，母親教他藝術和音樂。八歲時，他讀到了康德的《道德形而上學基礎》，對歷史和哲學產生了濃厚的興趣。在拉格比公學時，他反感學校的教育，認為學校教授的知識太膚淺，把大量的時間用來閱讀，並且學會了拉小提琴。
二十四歲時，擔任父親的助手並接管了挖掘工作。1913年，他翻譯了貝內代托·克羅齊的著作《詹巴蒂斯塔·維科的哲學》。
1934年，當選為英國科學院院士。1943年1月9日，在科尼斯頓去世。

## 著作
- （中文）何兆武譯. . 商务印书馆. 2017.06. ISBN 978-7-100-13307-4. 
（繁體中文）柯林烏著 陳明福譯. . 桂冠. 1992-08-01. ISBN 9789575515485.
- （英文）. Oxford University Press, USA. 1983-12-09. ISBN 9780198246947.
（中文）陈静译. . 北京大学出版社. 2005.01. ISBN 7-301-08574-5.
- （英文）. Oxford University Press, USA. 1960-12-31. ISBN 9780195002171.
（中文）吴国盛 / 柯映红 譯. . 华夏出版社. 1999-1. ISBN 9787508016528. 
（中文）吴国盛. . 商务印书馆. 2018-10. ISBN 9787100164252.
- （英文）. Oxford University Press, USA. 1958-12-31. ISBN 9780195002096.
（中文）王至元 / 陈华中 譯. . 中国社会科学出版社. 1985-11.
（繁體中文）周浩中 譯. . 水牛. 1997-09-15. ISBN 9789575995942.
- （中文）. 广西师范大学出版社. 2006-4. ISBN 9787563359660.